# تخریب بقیع
قبرستان بقیع قدیمی‌ترین و یکی از دو قبرستان مهم در اسلام است که در مدینه قرار دارد. تخریب بقیع اشاره به واقعه تخریب کلی قبرستان بقیع یک‌بار در سال ۱۸۰۶ میلادی و یک‌بار در سال ۱۹۲۶ میلادی (۳۱ فروردین ۱۳۰۵) دارد.
اهمیت این قبرستان در نگاه مذاهب اسلامی به خاطر دفن ۴ امام از ۱۲ امام شیعیان و یکی از خلفای اهل سنت است. هرچند شیعیان احتمال می‌دهند قبر فاطمه زهرا نیز در این قبرستان است.

## شرح ماجرا
قبرستان بقیع در طی دو دهه سلطهٔ آل سعود بر عربستان بارها مورد تعرض واقع شد اما عاقبت به‌کلی در هشتم شوال سال ۱۳۴۴ پس از سلطهٔ دوبارهٔ ابن‌سعود، و تسلط بر شهر مدینه در ماه رمضان همان سال  عبدالله، قاضی‌القضات خود را از مکه به مدینه اعزام داشتند تا موضوع تخریب مقابر موجود در مدینه را با علما و سران این شهر مطرح و موافقت آن‌ها را ولو به صورت ظاهری جلب کند و بدین منظور جلسه‌ای تشکیل شد.  عبدالله از حاضران پرسید: «دربارهٔ تخریب این گنبد و بارگاه‌ها چه می‌گویید؟» بسیاری از آن‌ها از ترس جان‌شان جواب ندادند، بعضی دیگر هم اظهار موافقت کردند. وهابی‌ها نیز مردم را با زور اسلحه جمع کردند و به سوی بقیع حرکت دادند و آنچه گنبد و ضریح در شهر مدینه و بیرون از شهر بود، ویران کردند.
این روز بعدها به نام یوم الهدم در حافظه تاریخ ثبت شد.

## قبور و حرم‌های تخریب شده
در این واقعه از جمله گنبد و بارگاه امامان شیعه، گنبدهای متعلق به قبر ام‌البنین مادر عباس بن علی، اسماعیل پسر جعفر صادق و حرم دختران و همسران محمد از جمله حرم عایشه، حرم ابراهیم بن محمد و گنبد مالک بن انس و عثمان نیز تخریب شد.

## ماجرای ضریح اصفهانی

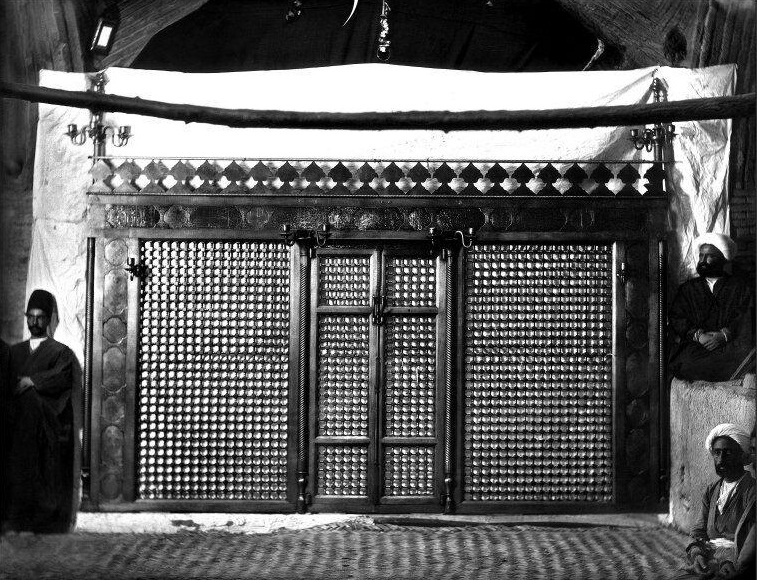
آخرین ضریح ائمه بقیع که بعد از انهدام بقاع، قطعه قطعه شد. این تصویر هنگام ساخت ضریح در اصفهان گرفته شده و عکاس آن ارنست هولتسر است.

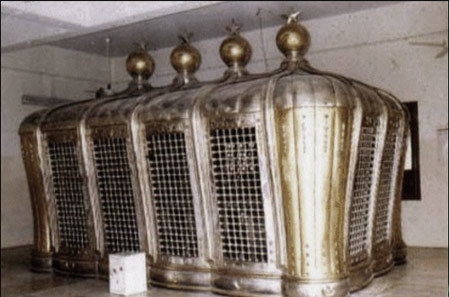
ضریحی که به اشتباه منسوب به ائمه بقیع می‌شود؛ در حالی که مربوط به مسجدی در پاکستان است.

ضریح های اولیه چوبی بودند و پس از اولین تخریب از بین رفتند، اما پس از آن ضریح فولادی ائمه بقیع در اصفهان ساخته شد و بر قبور امامان شیعه حسن مجتبی، سجاد، محمد باقر و جعفر صادق قرار گرفت که پس از تخریب دوم، آن را از جای درآورده و بردند.
بعدها، با استناد به برخی تصاویر، دیده شد که ضریح، تکه‌تکه شده و پیرامون قبر شهدای احد نصب شده‌ است اما در دهه هفتاد خورشیدی، این صفحات از احد نیز برداشته شد.

## واکنش‌ها در ایران
در ایران، برخی شخصیت‌ها و نهادها از جمله سید حسن مدرس و مجلس شورای ملی تحرکاتی برای مبارزه با عربستان در این واقعه انجام دادند.
بعدها، افرادی چون عبدالرحیم صاحب‌الفصول، سید حسن حسینی شیرازی، جلال آل‌احمد و برادرش سید محمد تقی آل احمد تلاش‌هایی برای احیاء بقیع و ساخت مجدد مقابر ائمه شیعه در آن قبرستان انجام دادند؛ اما بی‌نتیجه ماند.
حمید رابعی نیز در سال ۱۳۸۶ با هدف زمینه‌سازی برای بازسازی بقیع طرحی با عنوان مسجد ثقلین و پرچم‌های سیاه خراسان و در سال ۱۳۹۸، سه قرآن منسوب به ائمه بقیع را پس از احیاء و بازآفرینی به صورت مصحف کامل به آستان قدس رضوی ارائه کرده‌است.

## آثار منتشر شده
پیرامون این واقعه تاریخی، آثاری منتشر شده‌است:
- این موضوع در مستندی تحت عنوان «پنجره فولاد بهشت» توسط گروه مردمی بهشت بقیع بر اساس اسناد تاریخی و پژوهشی ساخته و شرح داده شده‌است.[۸][۹]
- مستند تصویری پایان یک سکوت هم در همین خصوص گروه مردمی بهشت بقیع تولید شده‌است. این گروه همچنین مستند «بهشت ماندنی است» را به عنوان اولین مستند تاریخی و پژوهش تولید کرده‌است.[۱۰]